# Édouard David (poète)
Pour les articles homonymes, voir Édouard David et David.
Édouard David, né le 9 avril 1863 à Amiens où il meurt le 30 novembre 1932, est un poète et écrivain picard. Il a utilisé le nom de plume « Tchot Doère » (« petit Édouard »).

## Biographie
La langue maternelle d'Édouard David était le picard du quartier Saint-Leu d'Amiens, quartier ouvrier, dernier refuge urbain de la langue picarde au XIXe siècle. Sa mère, illettrée, ne parlait que le picard. Douée d’une mémoire surprenante, nourrie des légendes et des contes qu’elle tenait de la tradition orale, sa mère contait des histoires tout au long du jour et dans les veillées. Son père lecteur acharné, l'écoutait volontiers raconter des histoires à ses enfants.
Édouard David écrivit de nombreux poèmes et pièces de théâtre en picard. Il écrivit également en français. Presque tous les textes d’Édouard David, poèmes et théâtre, se passent dans le vieil Amiens, entre les hortillonnages et le port d’Aval d’un côté, entre la cathédrale et la citadelle de l’autre. Il écrivit des pièces pour le théâtre de marionnettes picardes, « Les Cabotans ». Il reste l'un des principaux auteur de la littérature en picard.
Il fut membre de l'Académie des sciences, des lettres et des arts d'Amiens.
Il décède à son domicile, 44 rue Enguerrand, le 30 novembre 1932.

## Œuvre

### En picard
- L'Bataille ed querriu, pièche militaire ein 2 actes, épi einne apothéose, par Tcho Doère, Amiens, Impr. générale, (1891)
- Canchon d'Noël, paroles d'Édouard David, musique de Paul Bulot, Amiens, R. Cocquerel, 1891 lire en ligne sur Gallica
- Momeints perdus d'ein Picard (1892) autres œuvres
- Él muse picarde, illustrations de Jean de Francqueville, (1895)
- La Tripée, illustrations de Jean de Francqueville
- Chés lazards (su chés poves d'saint Leu), Amiens, Hecquet, (1897) lire en ligne sur Gallica
- Chés hortillonnages, préfaces de George Tattegrain et Octave Thorel, illustrations de Pierre Ansart, Gédéon Baril, Camille Boignard, Jules Boquet, Victor Bourgeois, Jean de Francqueville, etc., Amiens, Impr. picarde, (1900)
- Marie-Chrétienne, illustrations de Jean de Francqueville (1903)
- El naissainche ed l'Einfant Jésus. (ène conmédie éd Noé aveuc Lafleur), pièce en 3 actes à l'usage des théâtres de Cabotins, Abbeville : imp. nouvelle A. Delonné, (1905)
- Chés histoires d'Lafleur, illustrations de Jean de Francqueville (1906)
- Ninoche (1910)
- Vieilles Réd'ries suivies de Chés contes d'Lafleur, poésies et chansons en patois picard, Amiens, Edgar Malfère, (1920)
- Vlo grand-mère à poussiére, (1920) (chanson - musique de Paul Bulot)
- Mahiette (1923)
- Ech pardon ! (1923)
- Pou chl'einfant (1923)
- Grand-mère (1925)
- Ch' viux Lafleur. Sa résurrection, sa re... mort, fantaisie locale en trois tableaux et agrémentée de deux ballets, Amiens, J. Caron, (1926)
- Mie qu'à dire ou Ein pari d'Lafleur pièche cabotinesque ein un acte tissée langne et coton et taillée da ch'trèque a l'façon d'Anmiens, Amiens, imp. du Progrès de la Somme), (1929)

#### Rééditions
- Chés hortillonnages, illustré par Pierre Ansart, Gédéon Baril, Camille Boignard, Jules Boquet, Jean de Francqueville..., Bouhet, la Découvrance, 2005  (ISBN 2-84265-360-2)
- Ninoche, traduction Geoffroy Asselin, illustrations Gérard Cahon, Amiens, Société de linguistique picarde, (1987)
- Contes d'un tchu d'cadot, Amiens, Eklitra, (1979)
- Œuvres complètes 1, Mahiette ou Ch'chef-d'œuvre de ch'l'eintailleux, poème en vers picards et en 26 chants, traduction de Maurice et Michel Crampon, illustrations originales de Xavier Caba, préface de Robert Mallet, Amiens, Musée de Picardie ; Paris, P. Voisin, (1969)
- Ech'pardon !, comédie en un acte, Pouch'l'einfant, pièce en un acte, Grand'mère, comédie en un acte, Einne déclaration d'naissance à ch'burieu d'l'état-civil, saynète, Abbeville, (1949)

### En français
- Lafleur, ou le Valet picard, comédie-bouffe en 1 acte, par Édouard David, donnée à la soirée organisée par les Rosati picards, le 4 avril 1900, au théâtre de la rue Rigollot, Amiens : Impr. picarde, (1901)
- Marie-Chrétienne, pièce en 3 actes, tirée du poème légende en vers picards, reconstitution de la vie amiénoise vers 1860, Amiens, G. Redonnet fils, (1904)
- La Fille Bazentin (pièce sociale en 4 actes sur l'Assistance publique), Amiens, impr. du "Progrès de la Somme", (1908)
- Verger des souvenirs (poèmes), Abbeville, impr. F. Paillart ; Amiens, libr. Edgar Malfère, (1923)

#### Essais
- Les Compagnons de Lafleur et Sandrine. Complément à l'histoire des théâtres populaires à Amiens (Marionnettes picardes), préface de Paul Jeanne, illustrations d'Eugène Lefebvre, Dijon, impr. Delorme ; Paris, éditions de "la Très illustre Compagnie des petits comédiens de bois" ; à la Soupente de Guignol, 78, rue de Turenne, (1927) lire en ligne sur Gallica
- Cabotins et marionnettes. Les Théâtres populaires à Amiens. Lafleur est-il picard ?, Amiens, impr. de Yvert et Tellier, (1906) lire en ligne sur Gallica
- Un illustrateur lyonnais : Eugène Lefebvre, "L'Ugène Ponteau", par Edouard David, de l'Académie d'Amiens, rosati d'honneur. Ses créations de reliures. Ses éditions artistiques, Paris, Impr. les Presses modernes, (1932)

#### Autres œuvres
- L’Œuvre de l'église cathédrale d'Amiens. I- La leçon du monument. II- Sonnets en patois picard, accompagnés de notices historiques et archéologiques. Avec 12 compositions de Jean de Francqueville, Paris, Baudelot, (1929)
- Deux manuscrits guignolesques de Catherin Bugnard et de B. du Marais, illustrés par Eugène Lefebvre. Critique littéraire et artistique d'Edouard David. Note de Joannès Papelard, Yssingeaux (Haute-Loire), impr. Cl. Ranchon ; Paris, libr. E. Lefebvre, (1928)